# Augstberg, Sankt Gallen
Augstberg är en bergstopp i Schweiz. Den ligger i distriktet Sarganserland och kantonen Sankt Gallen, i den östra delen av landet, 140 km öster om huvudstaden Bern. Toppen på Augstberg är 2 348 meter över havet.